# Дидоугань

Дидоугань обозначена иероглифами 地豆于

Дидоугань (кит. 地豆干, пиньинь dìdòugàn, палл. Дидоугань, вариант Дидоую (地豆于), кор. (지두우) Дзидуу) — древнемонгольское скотоводческое племя, проживавшее в V—VI веке в Маньчжурии и долине реки Шара-Мурэн. Исследователи отождествляют дидоугань с татабами и считают дидоугань (дидэуюй) одной из северных ветвей сяньби.

## Расположение
Жили в 1000 ли западнее Шивэй. Севернее жили Улохоу.

## Хозяйство
Держали коров, овец, разводили отличных лошадей. Из кож шили одежду. Земледелием не занимались, питаясь мясом и молоком.

## История
В 472 году прислали дань в Бэй Вэй, установив тем самым дипломатическую связь, которая не прерывалась до 482 года. В 480 принудили татабов бежать в пределы Китая. В 490 году напали на границу Бэй Вэй, и были отражены Яньпин-ваном (陽平王). После жили мирно вплоть до падения Восточной Вэй в 550 году. Позже стали присылать дань Бэй Ци.